# Marlborough (Queensland)
Marlborough ist eine australische Ortschaft in der Rockhampton Region (LGA) in Queensland. Sie liegt etwa 100 Kilometer nördlich von Rockhampton und 740 km nördlich von Brisbane,  direkt am Bruce Highway, einem Teilstück des National Highways 1.
Die Stadt wurde 1856 als Service Station und Pub gegründet, 1917 wurde sie aufgrund des Ausbaus des Schienenverkehrs verlegt. Die Hauptattraktion der Stadt ist das von Martin Hennessy mit eigenen Mitteln errichtete Marlborough Historical Museum.